# Jacob Palis
Jacob Palis Jr, né le 15 mars 1940 à Uberaba (Minas Gerais) et mort le 7 mai 2025 à Rio de Janeiro, est un mathématicien et professeur d'université brésilien.
Il travaille principalement dans les domaines des systèmes dynamiques et des équations différentielles. Il est aussi connu pour la « conjecture de Palis » pour les systèmes dynamiques.

## Biographie
Jacob Palis est membre de l'Académie des sciences française depuis 2002.

## Distinctions
- 2000 : Prix de science et technologie du Mexique
- 2010 : Prix Balzan pour les mathématiques (pures et appliquées)[3]

## Décoration
- Chevalier de la Légion d'honneur (2018)[4]

## Publications
- Geometric Theory of Dynamical Systems, avec W. de Melo. Springer-Verlag, 1982
- Hyperbolicity and Sensitive-Chaotic Dynamics at Homoclinic Bifurcations, Fractal Dimensions and Infinitely Many Attractors, avec F. Takens. Cambridge Univ. Press, 1993; Second Edition, 1994